# Hélios (encyclopédie)
Pour les articles homonymes, voir Hélios (homonymie).
Hélios, plus complètement le nouveau dictionnaire encyclopédique Hélios ( Νεώτερο Εγκυκλοπαιδικό Λεξικό Ηλίου ou Νεώτερον Εγκυκλοπαιδικόν Λεξικόν Ήλιος), est une encyclopédie grecque de culture générale. 

## Historique
Elle a été publiée pour la première fois en 1945. Sa deuxième édition, qui comprend 18 volumes, a été achevée en 1960.